# روث فورد
روث فورد (بالإنجليزية: Ruth Ford)‏ هي عارضة وممثلة أمريكية، ولدت في 7 يوليو 1911 في الولايات المتحدة، وتوفيت في 12 أغسطس 2009 بنيويورك في الولايات المتحدة.

## أعمال

### أفلام
- (1943) الأميرة أورورك
- (1944) ويلسون

## وصلات خارجية
- روث فورد على موقع IMDb (الإنجليزية)
- روث فورد على موقع ألو سيني (الفرنسية)
- روث فورد على موقع ميوزك برينز (الإنجليزية)
- روث فورد على موقع أول موفي (الإنجليزية)
- روث فورد على موقع قاعدة بيانات برودواي على الإنترنت (الإنجليزية)
- روث فورد على موقع قاعدة بيانات الأفلام السويدية (السويدية)
- روث فورد على موقع إن إن دي بي (الإنجليزية)
- روث فورد على موقع قاعدة بيانات الفيلم (الإنجليزية)
- روث فورد على موقع كينوبويسك (الروسية)